# Дъно (стомах)
Дъното на стомаха (на латински: fundus ventriculi) се намира в най-горната, лява, куполообразна част на стомаха. Формата му дава възможност за натрупване на стомашни газове, произведени при храносмилането. При изпълване с храна, стомашното дъно активно се разширява и мести, а мускулатурата му, съкращавайки се, раздробява храната.